# Cereopsis novaehollandiae
Cereopsis novaehollandiae sau gâsca australiană este o specie de pasăre mare, cu picioare lungi, cu o formă a corpului asemănătoare unei gâște, un cap mic în raport cu corpul său și o piele de ceară galben-verzuie vizibilă pe partea superioară a ciocului. Gâștele cenușii sunt printre cele mai consecvente ierbivore dintre speciile de gâște și nu vizitează zonele acvatice decât atunci când sunt în pericol. Este singura specie din genul Cereopsis și locuiește în zonele umede din sud-estul Australiei.Este o pasăre distinctivă, mare, gri, care este în principal terestră și nu este înrudită îndeaproape cu alți membri existenți ai subfamiliei Anserinae.

## Galerie

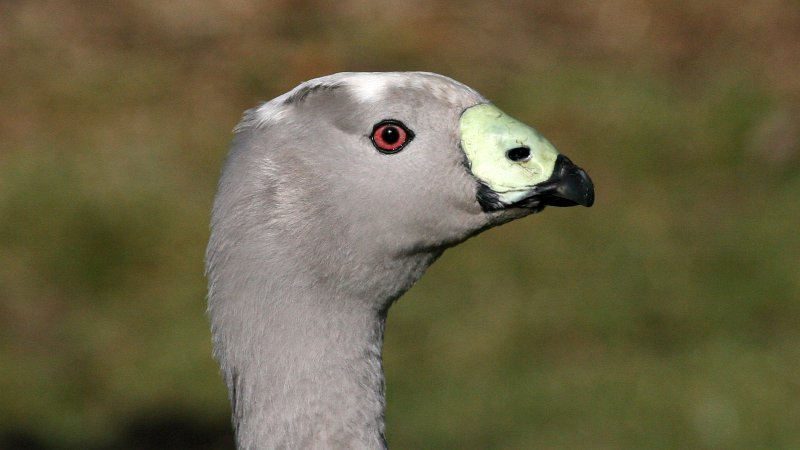
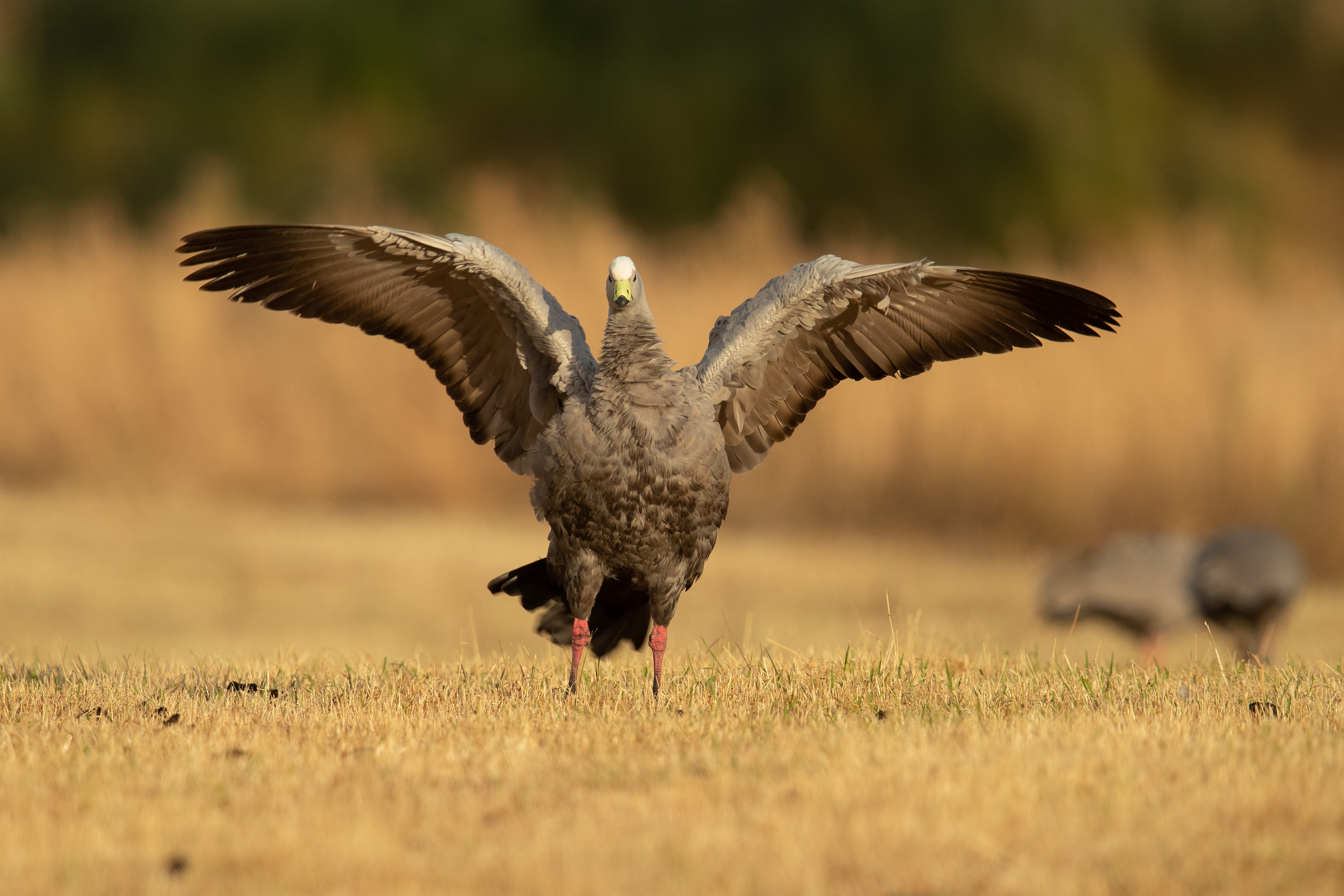
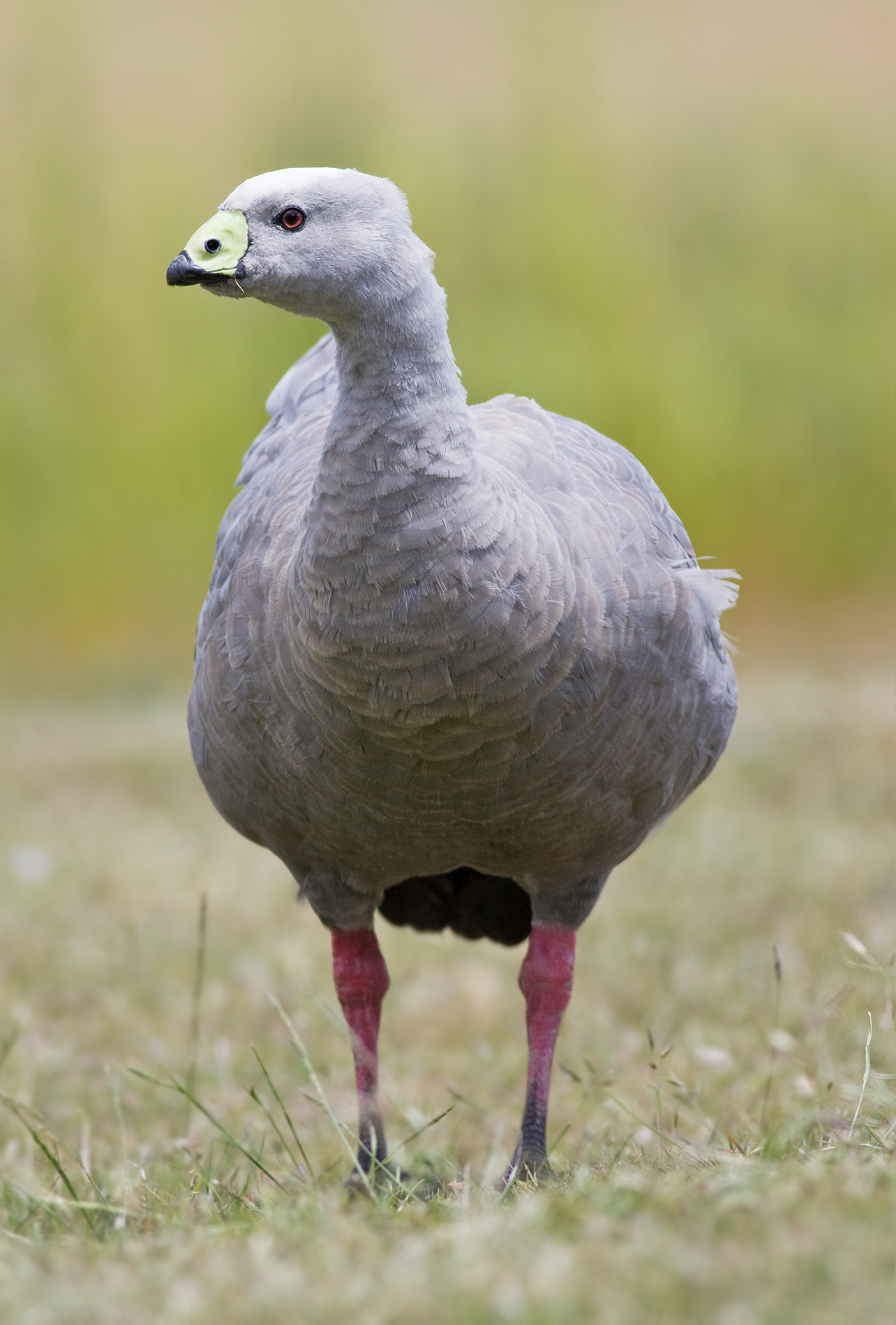
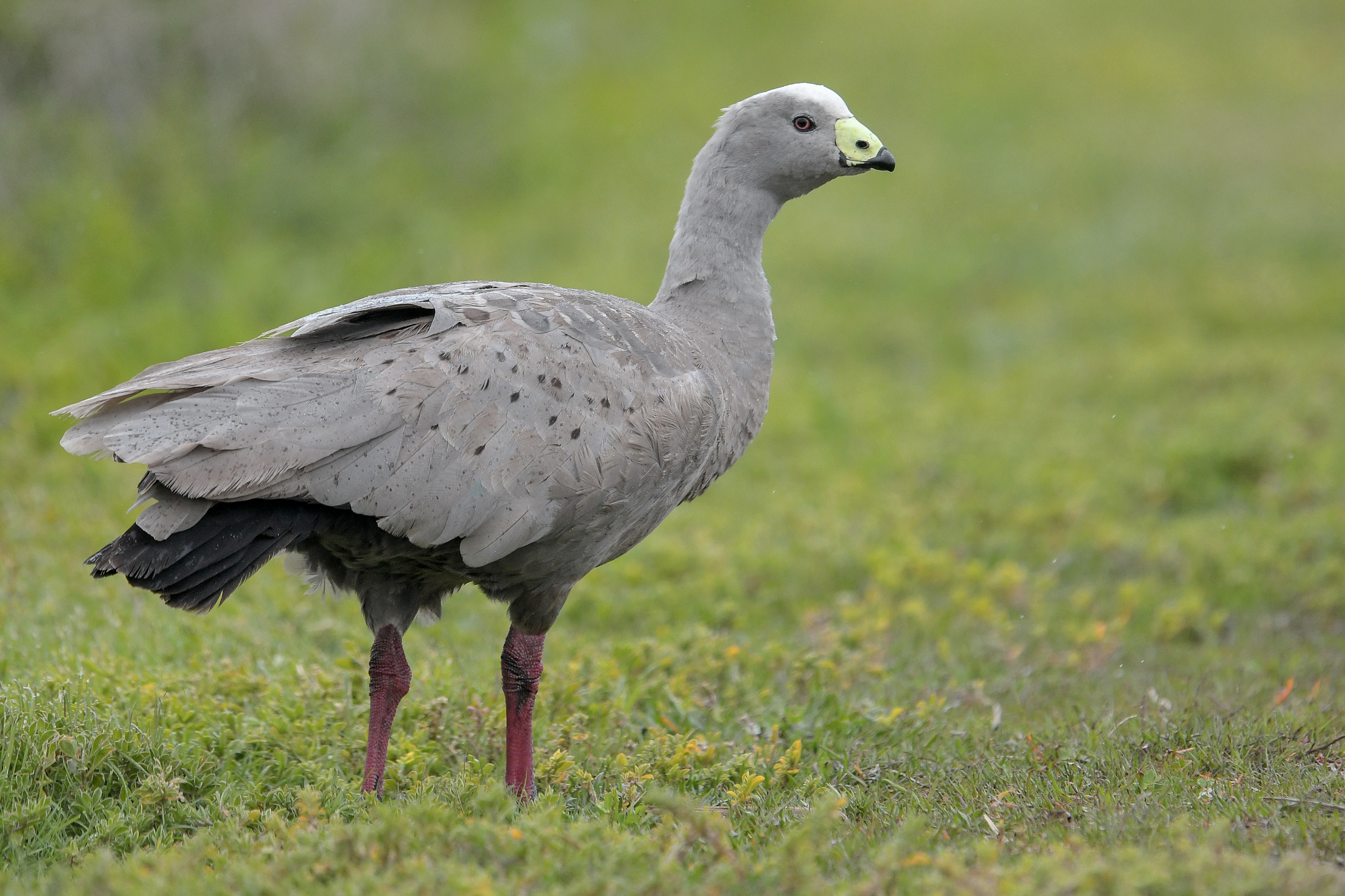

## Taxonomie
Gâsca australiană a fost descrisă pentru prima dată în mod oficial de ornitologul englez John Latham în 1801 ca Cereopsis N. Hollandiae. Locul taxonomic al acestei specii nu este încă pe deplin stabilit. În prezent, este în general recunoscută ca fiind membră a subfamiliei Anserinae, însă a fost, de asemenea, asociată cu Tadorninae. Atunci când este plasat în Anserinae, poate fi considerat un membru al tribului Anserini (alături de Anser și Branta) sau plasat în propriul său trib, Cereopsini.
În prezent, sunt recunoscute două subspecii de gâscă australiană:
- Cereopsis novaehollandiae novaehollandiae (Latham, 1801) – sud-estul Australiei (sudul statului Victoria, estul Australiei de Sud, Tasmania și insulele Bass Strait)
- Cereopsis novaehollandiae grisea (Vieillot, 1818) – sud-vestul Australiei (Arhipelagul Recherche și coasta adiacentă a continentului Australia de Vest)